# Раштатт (район)
Район Раштатт (нем. Rastatt) — район в Германии. Центр района — город Раштатт. Район входит в землю Баден-Вюртемберг. Подчинён административному округу Карлсруэ. Занимает площадь 738,83 км². Население — 228 321 чел. Плотность населения — 309 человек/км².
Официальный код района — 08 2 16.
Район подразделяется на 23 общины.

## Города и общины

### Города
1. Бюль (29 387)
2. Гаггенау (29 769)
3. Гернсбах (14 644)
4. Куппенхайм (7 608)
5. Лихтенау (5 081)
6. Раштатт (47 710)

### Общины
1. Ау-на-Рейне (3 356)
2. Битигхайм (6 076)
3. Бишвайер (3 146)
4. Бюлерталь (8 129)
5. Дурмерсхайм (12 103)
6. Эльхесхайм-Иллинген (3 253)
7. Форбах (5 589)
8. Хюгельсхайм (4 714)
9. Иффецхайм (4 909)
10. Лоффенау (2 701)
11. Муггенстурм (6 227)
12. Этигхайм (4 334)
13. Оттерсвайер (6 392)
14. Райнмюнстер (6 552)
15. Зинцхайм (11 145)
16. Штайнмауерн (2 916)
17. Вайзенбах (2 656)